# Владимир Шунейко
Владимир Шунейко (роден на 22 април 1974 г. в Минск, бивш СССР) е бивш беларуски футболист.

## Кариера
Шунейко прекарва по-голямата част от кариерата си в Днепър Могильов. Първите си стъпки в професионалния футбол прави в нискоразрядния Строител Старие Дороги. От 2000 до 2004 г. защитава цветовете на руския Криля Советов. В последната си година и половина там е даван под наем в няколко клуба, сред които и Левски София. За „сините“ записва 2 мача като става първият и единствен футболист от Беларус играл в българското първенство. През 2006 г. се завръща в Днепър Могильов, където завършва кариерата си през 2012 г.
За националния отбор на страната си изиграва 23 мача и отбелязва 1 гол в приятелски мач срещу Узбекистан.